# Juniperus saltuaria
Juniperus saltuaria é uma espécie de conífera da família Cupressaceae.
Apenas pode ser encontrada na China.